# Reptilienzoo Happ

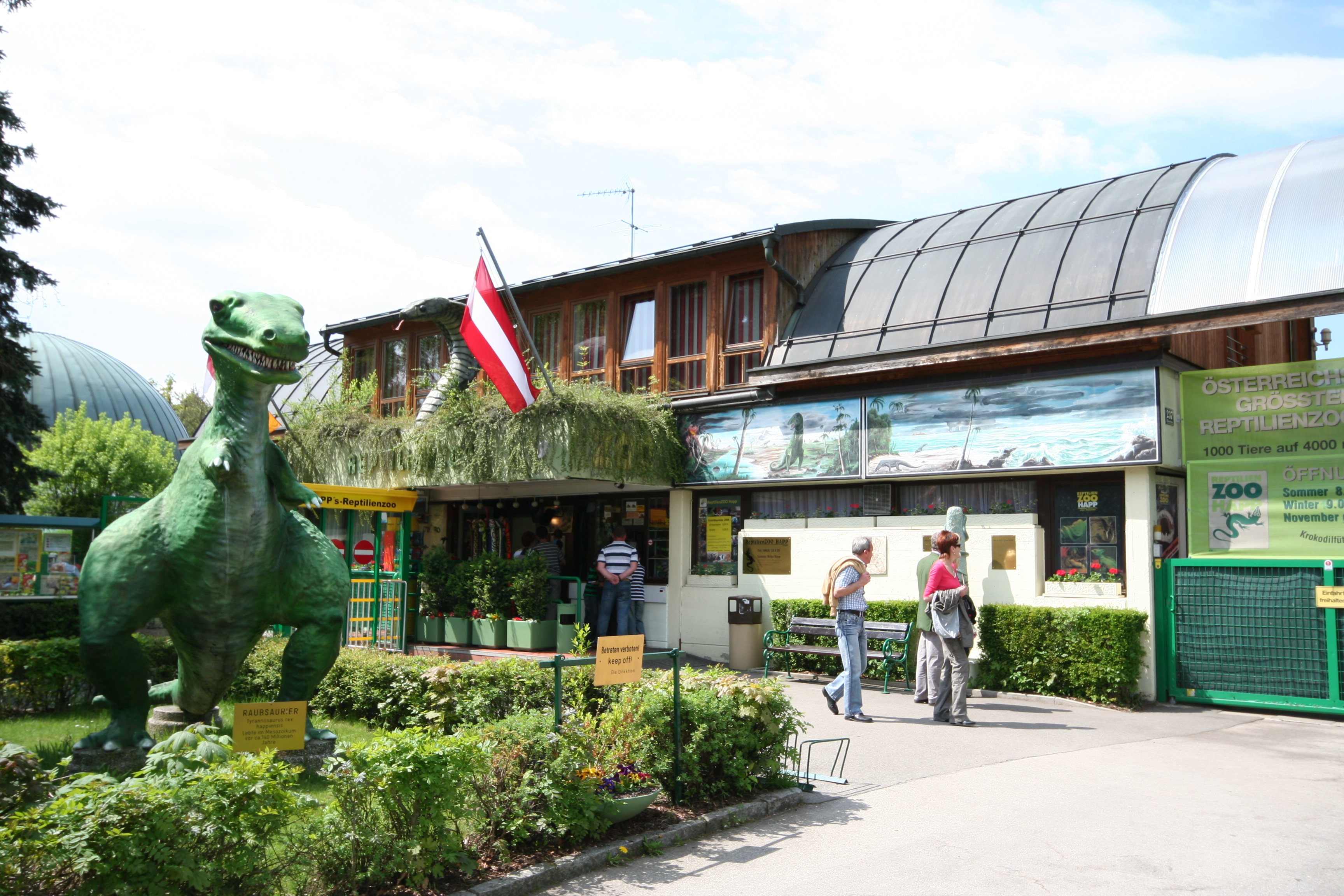
Reptilienzoo Happ

Der Reptilienzoo Happ ist ein städtischer Zoo in Klagenfurt am Wörthersee im österreichischen Bundesland Kärnten.

## Tierbestand
Der aktuelle Bestand an Tieren stellt einen „Querschnitt“ durch die aktuelle Lebenswelt der Reptilien dar. Der Bestand reicht von der größten bekannten Riesenschlange der Welt, dem Netzpython, über die giftigste Schlange der Welt, dem Taipan, bis zur größten Giftschlange der Welt, der Königskobra. Außerdem werden verschiedene Echsenarten, wie Stumpfkrokodile und Nashornleguane präsentiert. Der Schwerpunkt des Zoos liegt bei den jenen Reptilien, die aktuell in Mitteleuropa heimisch sind. Sie sowie verschiedene Gift- und Riesenschlangen werden  im Zoo gezüchtet. Aktuell werden auf einer Fläche von ca. 4000 m² über 1000 Tiere im Zoo ausgestellt. In den Freilandanlagen des Zoos leben derzeit Galapagos- und Seychellen-Riesenschildkröten, verschiedenste Wasserschildkröten, verschiedene Echsen, Warane, Leguane und Schlangen. Ein Streichelzoo, ein Saurierpark, bestehend aus lebensgroßen Modellen sowie ein Insektarium werden aktuell als weitere Attraktionen des Zoos angeboten.
Außerdem nimmt der Reptilienzoo Happ herrenlose Tiere auf. Zudem bietet sein Personal Betroffenen auch Hilfe bei Problemen mit Schlangen im Haus und Garten an.
Der Reptilienzoo Happ gilt als der größte Reptilienzoo mit der größten Vielfalt an ausgestellten Tieren in Österreich.

## Geschichte
Gegründet wurde der Zoo am 1. April 1976 von Friedrich Happ (1920–2000), der sich damit seinen Lebenstraum verwirklicht hat. Finanziert wurde das Projekt überwiegend mit privaten finanziellen Mitteln des Herrn Happ, die er durch das Halten von Vorträgen und die Durchführung von Ausstellungen in Naturkundemuseen erwirtschaften konnte. Das Ziel von Friedrich Happ war es, durch die Gründung des Zoos auf die Schutzwürdigkeit von Schlangen aufmerksam zu machen, um den Ängsten der Menschen gegenüber Reptilien entgegenzuwirken.
Seit dem Tod von Friedrich Happ im Jahr 2000 leitet seine Ehefrau, Helga Happ, den Reptilienzoo. Zukünftig soll die gemeinsame Tochter der Familie Happ, die Tierpflegerin Sabine Happ, die Führung des Zoos übernehmen.

## Besucherzahlen
Ca. 200.000 Menschen besuchen den Zoo im Jahr (davon 1.000 Schulklassen).